# الحيل السوداء
سلسلة الحيل السوداء
| الكاتبة             | كاساندرا كلير                                 |
| ------------------- | --------------------------------------------- |
| البلد               | الولايات المتحدة                              |
| اللغة               | الإنجليزية                                    |
| النوع               | أدب فانتزي                                    |
| دار النشر           | Margaret K. McElderry (US)                    |
| تاريخ النشر         | March 8, 2016 – December 4, 2018              |
| نوع الكتب           | كتب مطبوعة (غلاف ورقي وفني) - كتب سماعية      |
| عدد كتب السلسلة     | ثلاث كتب                                      |
| السلاسل التي تسبقها | The Mortal Instruments - The Infernal Devices |
| السلاسل التي تتبعها | The Wicked Powers - The Last Hours            |

(The Dark Artifices)
كتبت ثلاثية الحيل السوداء بواسطة كاساندرا كلير وهي السلسلة الرابعة من عالم صائدو الظلال وهي تكملة لأحداث سلسلة الأدوات المميتة.
تتكون السلسلة من 3 كتب وهي سيدة الليل، وسيد الظلام، وملكة الهواء والعتمة. تتبع القصة البطلة إيما كارستيرز وصديقها المقرب جوليان بلاكثورن والذي أيضاً يكون البارابتاي لها وعائلته في نضالهم كصائدو الظل في معهد لوس أنجلوس.
تتمحور القصة حول رابطة «البارابتاي» والتي تربط اثنين من صائدو الظلال وكونها أهم من أي رابطة أخرى حيث تجعلهم أقوى ولكن هناك نقطة سلبية واحدة لهذه الرابطة ألا وهي أن الحب محرم بين أي شخصان يرتبطان بهذه الرابطة وهذا الذي يحدث مع أبطال السلسلة إيما وجوليان – الذين تربطهم رابطة البارابتاي – فقد وقعوا بحب بعضهم. تحكي السلسلة قصة معاناتهم في التصدي للأشرار وطريقة تعاملهم مع عواقب مخالفة قانون هذه الرابطة. تحكى القصة من وجهة نظر عدة شخصيات مختلفة.

## تاريخ النشر
1- سيدة الليل. (8  مارش 2016)
2- سيد الظلام. (23  مايو 2017)
3- ملكة الهواء والعتمة. (4 ديسمبر 2018)

## الشخصيات
إيما كارستيرز (أول ظهور لها كان في مدينة اللهب السماوي)
تعرف إيما كارستيرز بكونها وريثة جايس هيروندايل بالقوة. في هذه السلسلة تبحث إيما عن سبب مقتل والديها وبينما هي في رحلة البحث عن معلومات تضطر إلى اتخاذ قرارات مصيرية صعبة والتي ستحدد مستقبلها كما أنها تتعرض لمواقف تجعلها تتساءل بشأن حبها الممنوع. تعد إيما عائلة البلاكثورن كعائلتها بالدم ومستعدة لفعل المستحيل من أجلهم. صديقة إيما المقربة هي كرستينا روزاليس وقد كانت تواعد كاميرون أشداون في السابق.
جوليان بلاكثورن (أول ظهور له كان في مدينة الأرواح المفقودة)
هو البارباتاي لإيما ويعيش مع إخوته وعمه أرثر وإيما في معهد لوس أنجلوس. يدير جوليان معهد لوس أنجلوس بدل عمه آرثر والذي لايستطيع إدارته بسبب حالته العقلية. لدى جوليان 4 أشقاء أصغر منه وهم: تاي (تايبريوس)، وليفي (ليفيا)، ودرو (دروسيلا)، وتافي (أوكتيفيان) وأخ وأخت غير أشقاء أكبر منه مارك وهيلين.
هيلين بلاكثورن (أول ظهور لها كان في مدينة الأرواح المفقودة)
وهي أكبر فرد من بين الإخوة بلاكثورن. هيلين وتوأمها مارك نصف فايز (جنيات) كما أنها متزوجة من ألين بينهالو. بعد أحداث كتاب “مدينة اللهب السماوي" نُفيت هيلين إلى جزيرة رانقل مع زوجتها ألين بينتهالو.
مارك بلاكثورن (أول ظهور له كان في مدينة اللهب السماوي)
مارك كان أكبر أخ غير شقيق لجوليان، وليفيا، ووتايبريوس، ودروسيلا، وأوكتيفيان، كما أنه نصف فاي. بعد أن تخلوا عنه الكليف للوايلدهنت في كتاب مدينة النيران السماوية.
يعود مارك لعائلته وإيما لكن تحت شرط أن يحلوا جرائم القتل التي ارتكبت بحق الفايز.
كريستينا ميندوزا روزاليس ===
هي صائدة ظل من معهد المكسيك والتي انتقلت مؤقتاً إلى التدريب في معهد لوس أنجلوس في عمر 19 وهناك تصبح صديقة مقربة لإيما.
دييقو روسيو روزاليس كان في السابق حبيب كريستينا ويلقب بـ «المثالي دييقو».
خطط هو وكريستينا أن يتزوجَ وأن تصبح هي وأخوه الأصغر جيمي مرتبطان برابطة البارابتاي بموافقة أمها دييقو وكريستينا أقارب من بعيد.
أطفال البلاكثورن ليفيا، وتايبريوس، ودروسيلا، وأوكتيفيان  (أول ظهور لهم كان في مدينة اللهب السماوي)
هم أشقاء جوليان وهيلين ومارك الصغار كما أن ليفيا وتايبريوس توأم.
ماقنس باين (ظهر في جميع كتب عالم صائدو الظل)
هو رئيس سحرة بروكلين وحبيب أليك لايتوود.
كيران (أول ظهور له كان في حكايات من أكاديمية الشادوهنتر)
وهو الابن الغير شرعي لملك الننسيلي وفرد من أفراد الويلدهنت.
كيت روكيت
هو صائد ظل ويدعى أيضاً بفرد الهيروندايل المفقود.
ديانا رايبرن (أول ظهور لها كان في مدينة اللهب السماوي)
وهي مدربة في معهد لوس أنجلوس في محل كاترينا – صائدة ظل - التي اختلطت دمائها بدماء شيطانية.
كلاري -كلاريسا- فيرتشايلد (بطلة سلسلة الأدوات المميتة)
تدير معهد نيويورك مع حبيبها جايس هيروندايل. قابلت كلاري إيما لأول مرة في سنة 2008  أثناء أحداث كتاب "مدينة اللهب السماوي ’’.
جايس هيروندايل (بطل سلسلة الأدوات المميتة)
يدير معهد نيويورك مع حبيبته كلاري.
مالكوم فايد (أول ظهور له كان في مدينة اللهب السماوي)
هو شرير فرعي في السلسلة كما أنه رئيس سحرة لوس أنجلوس. هو مقرب من عائلة البلاكثورن وخصوصاً أنابيل والتي قتلت بواسطة عائلتها بسبب حبها لساحر. يجد مالكوم خطة للثأر لحبيبته وطريقة لإعادتها من الموت والتي تضمن قتل أشخاص أبرياء.
أنابيل بلاكثورن
كانت صائدة ظلال في بداية قرن 19. يعيد مالكوم أنابيل للحياة سنة  2012 بعد قتل عائلتها لها بسبب جلب العار لهم ولكنها قتلته لأنها جعلها تعاني أثناء مرحلة إعادتها للحياة ولاحقاً تقتل ليفيا بلاكثورن ثم تختطف بواسطة ملك الآنسيلي.

## الفكرة الرئيسية
فكرة السلسلة الرئيسية هو مفهوم النضوج ومراحل التحول إليه وكيفية اتخاذ القرار الواعي بين القيام بالمسؤولية أو الاستسلام للرغبات وهذا ما نراه في معاناة وحيرة جوليان وإيما في كتاب سيدة الظلام. يعاني الاثنان من صعوبة إيجاد قرار بين مشاعرهم وعواقب الاستسلام لها وكسر قانون الشادوهنتر والذي قد يهدد حياة عائلة البلاكثورن. كما تستعرض كلير لنا مفهوم أخر ألا وهو المعتقدات ومدى تمسك الشخصيات بها أثناء رحلتهم الصعبة كما في كتاب سيد الظلام حيث اكتشفت عائلة البلاكثورن وإيما خيانة صديقهم السابق مالكوم فايد.